# Noelia Castaño
Noelia Castaño (Ramos Mejía, Provincia de Buenos Aires; 27 de diciembre de 1979) es una actriz argentina que reside en España. Empezó trabajando en 1995 en la televisión de su país.

## Carrera profesional
Nacida en Buenos Aires, comienza su carrera profesional en 1995 participando en una de las series más exitosas de la televisión argentina, Chiquititas. Tras participar en varias series entre las que destacan 90 60 90 Modelos y Como vos & yo, se traslada a España para rodar la película No dejaré que no me quieras, coproducción hispano-argentina dirigida por José Luis Acosta.
En 2001 traslada su residencia a España para continuar con su carrera.
Ya instalada en Madrid se incorpora a la compañía teatral Animalario  y participa en dos de sus montajes, Pornografía barata y Tren de mercancías, ambas obras dirigidas por Andrés Lima, con las cuales, luego de su estreno en Madrid, recorre España en una extensa gira a lo largo de los años 2002 y 2003.
En el año 2004 protagoniza junto a Héctor Alterio y José Ángel Egido la ópera prima del director argentino Miguel Ángel Cárcano, En ninguna parte.
Noelia Castaño también ha protagonizado series de televisión como 20tantos o El pasado es mañana ambas para Telecinco y ha participado en series de gran éxito de audiencia como Sin tetas no hay paraíso o Pelotas, entre otras.
En 2015 protagonizó la película Entonces nosotros, dirigida por Hernán Jiménez García, seleccionada para representar a Costa Rica en los premios Oscar.
En 2020 ficha por la plataforma Netflix para la segunda temporada de El sabor de las margaritas representando el papel de la periodista Laura Nogueiras. Esta temporada se estrena en abril de 2021.

## Filmografía

### Cine
- 4x4 - 2019
- Entonces nosotros - 2016
- Cuatro estaciones y un día - 2009
- Attenti a quei Tre - 2004
- En ninguna parte - 2004
- No dejaré que no me quieras  - 2002
- Nada x Perder - 2001

### Series de televisión
- Machos alfa - 2022
- El sabor de las margaritas - 2021
- Alta mar (serie de televisión) - 2020
- Derecho a soñar - 2019
- Todo por el Juego - 2018
- Velvet Colección - 2018
- ¿Qué fue de Jorge Sanz? Episodio: "Buena racha" - 2017
- El secreto de Puente Viejo -  2012
- Cheers - 2011
- ¿Qué fue de Jorge Sanz? - 2010
- Pelotas - 2009
- Sin tetas no hay paraíso  - 2008
- Archivado el 19 de mayo de 2011 en Wayback Machine.El pasado es mañana - 2005
- Frecuencia .04  - 2004
- Café express - 2003
- 20Tantos  - 2002 / 2003
- Periodistas  - 2001
- Chica cósmica - 1998
- Verano del 98 - 1998
- Como vos & yo - 1998
- Caramelito en barra - 1997
- 90 60 90 modelos - 1996
- Chiquititas - 1995

### Cortometrajes
- Todo lo demás (Federico Untermann)
- El Amor existe porque el tiempo se agota (Daniel Sanchez Arévalo)
- Pues Vale (David Serrano )
- La novia del trompetista (David Trueba)